# Iasenîțea-Zamkova, Starîi Sambir
Iasenîțea-Zamkova (în ucraineană Ясениця-Замкова) este localitatea de reședință a comunei Iasenîțea-Zamkova din raionul Starîi Sambir, regiunea Liov, Ucraina.

## Demografie
Componența lingvistică a localității Iasenîțea-Zamkova
     Ucraineană (99,87%)
     Alte limbi (0,06%)
Conform recensământului din 2001, majoritatea populației localității Iasenîțea-Zamkova era vorbitoare de ucraineană (99,87%), existând în minoritate și vorbitori de alte limbi.